# Nader Maleki
Nader Maleki (* 19. November 1947 in Teheran) ist ein iranischer Bankier und CEO der Frankfurter Maleki Corporate Group.

## Leben
Maleki lebt seit 1969 in Deutschland, studierte Betriebswirtschaft an der Ludwig-Maximilians-Universität München und promovierte 1978 an der Universität Dortmund. Nach Station bei der Deutschen Bank München wechselte er in die Zentrale nach Frankfurt und gründet dort eine Abteilung für Öffentlichkeitsarbeit, deren Direktor er 1989 wurde. In dieser Zeit – 1987 – gründete er das International Bankers Forum, dessen Präsident er bis heute ist.
Ebenfalls 1987 gegründeten er die Maleki Group - Financial Communications & Consulting (vormals SFB: Service für Banken und Industrie) – ein Unternehmen, das Konferenzprojekte entwickelte, Road Shows, Sportevents und Kulturereignisse veranstaltete. 2012 wurden zunächst 60 %, danach 2015 die restlichen 40 % der Tochtergesellschaft Maleki Communications Group an die Dfv Mediengruppe verkauft. Kongresse wie die Euro Finance Week, der European Banking Congress die Frankfurt Global Business Week, Frankfurt meets Davos, die jährlich stattfindende Finanzplatzgala (Banken - und Börsenball) und der seit 1994 jährlich verliehene Preis European Banker of the Year sind auf ihn zurückzuführen. Zum 1. September 2017 schied er aus der Geschäftsführung seiner verkauften Tochtergesellschaft aus.
Er ist Träger des Bundesverdienstkreuz am Bande, der Ehrenplakette der Stadt Frankfurt am Main und internationaler Wirtschaftsbotschafter der Stadt Frankfurt sowie des Hessischen Verdienstordens.

## Ehrenamtliches Engagement und Initiativen
2000 und 2001 übernahm er den „Frankfurter Stadtmarathon“ mit den Namen Euro Marathon Frankfurt als Veranstalter. Zu seinem Engagement gehört ebenfalls der Euro Charity Run (2002 bis 2004) zugunsten der Sonderschulen in Frankfurt. Maleki setzte sich ebenfalls in zahlreichen Initiativen für den Frankfurter Verein für bildende Kunst, den Frankfurter Kunstverein, UNICEF und die Leberechtstiftung ein.

## Veröffentlichungen
- Bestimmungsfaktoren industrieller Direktinvestitionen im Iran unter besonderer Berücksichtigung von Investoren aus der Bundesrepublik Deutschland, Dortmund, Univ., Abt. Wirtschafts- u. Sozialwiss., Diss., 1978.

## Orden und Ehrenzeichen
- Bundesverdienstkreuz am Bande, 2002
- Ehrenplakette der Stadt Frankfurt am Main, 2017[10]
- Internationaler Wirtschaftsbotschafter der Stadt Frankfurt am Main[11]
- Hessischer Verdienstorden, 2018